# Segnaletica stradale in Slovenia
I segnali stradali in Slovenia sono regolati dal Pravilnik o prometni signalizaciji in prometni opremi na javnih cestah (Regolamento sulla segnaletica stradale del Codice della strada). Sono installati lungo il ciglio della strada sul lato destro della carreggiata e sono suddivisi in segnali di pericolo, di divieto ed obbligo, di informazione, pannelli integrativi, segnali per ostacoli e segnali turistici.
Se vi è del testo nei segnali, questo è in lingua slovena, senza traduzioni in altre lingue. La maggior parte dei segnali sono basati su disegni come nella maggior parte dei Paesi europei, eccezion fatta per quelli con scritte come il segnale di Fermarsi e dare precedenza, quello di Dogana e quello di pagamento del pedaggio (che riporta le scritte anche in italiano e tedesco). Nei quattro comuni bilingui costieri la segnaletica è bilingue in sloveno e italiano, mentre nei tre comuni con minoranza ungherese la segnaletica è bilingue in sloveno e ungherese.
Agli incroci non regolati da segnaletica stradale o semafori vige la regola generale di dare la precedenza ai veicoli provenienti da destra, a meno che non sia altrimenti specificato.

## Segnali di pericolo
I segnali di pericolo in Slovenia hanno sfondo bianco ed una classica forma triangolare.
| Segnale sloveno | Significato                                                            | Spiegazione |
|                 | Curva pericolosa a sinistra                                            | Presegnala un tratto di strada non rettilineo pericoloso per la limitata visibilità o per caratteristiche del tracciato (curva stretta a sinistra). |
|                 | Curva pericolosa a destra                                              | Presegnala un tratto di strada non rettilineo pericoloso per la limitata visibilità o per caratteristiche del tracciato (curva stretta a destra). |
|                 | Doppia curva pericolosa, la prima a sinistra                           | Presegnala una doppia curva, di cui la prima a sinistra. |
|                 | Doppia curva pericolosa, la prima a destra                             | Presegnala una doppia curva, di cui la prima a destra. |
|                 | Discesa pericolosa                                                     | Presegnala un tratto di strada in discesa secondo il senso di marcia. La pendenza è espressa in percentuale. |
|                 | Salita ripida                                                          | Presegnala un tratto di strada in forte salita secondo il senso di marcia. La pendenza è espressa in percentuale. |
|                 | Strettoia                                                              | Segnala un restringimento pericoloso della carreggiata. |
|                 | Strettoia asimmetrica a destra                                         | Segnala un restringimento pericoloso sul lato destro della carreggiata. |
|                 | Strettoia asimmetrica a sinistra                                       | Segnala un restringimento pericoloso sul lato sinistro della carreggiata. |
|                 | Ponte mobile                                                           | Presegnala una struttura stradale mobile comunque manovrabile. |
|                 | Caduta da argine o molo a sinistra                                     | Presegnala una banchina senza protezioni su un argine od un molo. |
|                 | Strada deformata                                                       | Segnala un tratto di strada in cattivo stato o con pavimentazione irregolare. |
|                 | Cunetta                                                                | Segnala un'anomalia altimetrica concava della strada che limita la visibilità. |
|                 | Dosso                                                                  | Segnala un'anomalia altimetrica convessa della strada che limita la visibilità. |
|                 | Strada sdrucciolevole                                                  | Presegnala un tratto di strada che in particolari condizioni climatiche od ambientali può diventare sdrucciolevole. |
|                 | Ghiaia                                                                 | Presegnala la presenza di pietrisco, di materiale minuto o granaglia che può essere proiettato a distanza o scagliato in aria dai veicoli in transito. |
|                 | Caduta massi da sinistra                                               | Presegnala il pericolo di caduta massi dalla parete rocciosa soprastante a sinistra con possibile presenza di pietre sulla carreggiata. |
|                 | Caduta massi da destra                                                 | Presegnala il pericolo di caduta massi dalla parete rocciosa soprastante a destra con possibile presenza di pietre sulla carreggiata. |
|                 | Attraversamento pedonale                                               | Segnala l'avviciarsi di un passaggio pedonale segnalato sulla carreggiata. |
|                 | Bambini                                                                | Segnala luoghi frequentati da bambini, come le scuole, i giardini pubblici, i campi di gioco e simili. |
|                 | Attraversamento ciclabile                                              | Presegnala attraversamento di ciclisti contraddistinto da appositi segni sulla carreggiata. |
|                 | Attraversamento di animali domestici                                   | Presegnala un tratto di strada con probabile improvvisa presenza od attraversamento di animali domestici. |
|                 | Attraversamento di animali selvatici                                   | Presegnala un tratto di strada con probabile improvvisa presenza od attraversamento di animali selvatici. |
|                 | Lavori                                                                 | Presegnala cantieri di lavori in corso, depositi temporanei di materiale, presenza di macchinari adibiti ai lavori stradali. |
|                 | Semaforo                                                               | Presegnala un impianto semaforico posto su strade sia urbane che extraurbane. |
|                 | Passaggio di aeroplani a bassa quota                                   | Presegnala la possibilità di improvvisi forti rumori o abbagliamenti dovuti ad aeroplani a bassa quota. |
|                 | Vento laterale da sinistra                                             | Presegnala la possibilità di forti raffiche di vento laterale provenienti da sinistra. |
|                 | Vento laterale da destra                                               | Presegnala la possibilità di forti raffiche di vento laterale provenienti da destra. |
|                 | Doppio senso di circolazione                                           | Segnala un tratto di strada che da senso unico diventa a doppio senso. |
|                 | Galleria                                                               | Presegnala la presenza di una galleria stradale. |
|                 | Altri pericoli                                                         | Segnala un pericolo diverso da quelli indicati negli altri segnali di pericolo. |
|                 | Intersezione                                                           | Presegnala un incrocio in cui vige la regola generale di dare la precedenza a destra. |
|                 | Intersezione con strada che non ha priorità                            | Presegnala un incrocio con una strada di minore importanza in cui si ha la precedenza sui veicoli provenienti sia da destra che da sinistra. |
|                 | Intersezione con strada che non ha priorità a sinistra                 | Presegnala un incrocio con una strada di minore importanza in cui si ha la precedenza sui veicoli provenienti da sinistra. |
|                 | Intersezione con strada che non ha priorità a destra                   | Presegnala un incrocio con una strada di minore importanza in cui si ha la precedenza sui veicoli provenienti da destra. |
|                 | Confluenza da sinistra                                                 | Presegnala una strada senza diritto di precedenza che si immette sulla strada principale da sinistra. |
|                 | Confluenza da destra                                                   | Presegnala una strada senza diritto di precedenza che si immette sulla strada principale da destra. |
|                 | Intersezione con circolazione rotatoria                                | Segnala, sulle strade urbane e extraurbane, una intersezione regolata da circolazione rotatoria. |
|                 | Attraversamento di tram                                                | Segnala un attraversamento tranviario. |
|                 | Ghiaccio                                                               | Segnala la possibilità di incontrare ghiaccio lungo la carreggiata. |
|                 | Coda                                                                   | Presegnala un tratto di strada in cui è in atto un forte rallentamento od una coda del traffico. |
|                 | Banchina cedevole                                                      | Presegnala un tratto di carreggiata con banchina cedevole. |
|                 | Pericolo di incendio                                                   | Presegnala un tratto di strada fiancheggiato da foreste o prati con alta possibilità di incendio. |
|                 | Passaggio a livello con barriere                                       | Segnala un passaggio a livello con barriere ed è integrato con il pannello distanziometrico a tre barre rosse. |
|                 | Passaggio a livello senza barriere                                     | Segnala un passaggio a livello senza barriere ed è integrato con il pannello distanziometrico a tre barre rosse. |
|                 | Incrocio con un passaggio a livello senza barriere                     | Segnala un passaggio a livello od un attraversamento tranviario senza barriere con un solo binario, ed invita quindi i conducenti alla massima prudenza, invitandoli a fermarsi immediatamente se fossero attive le due luci rosse lampeggianti e/o il segnale acustico che indicano l'avvicinarsi del treno. Può anche essere installata in verticale per ragioni di minor ingombro. |
|                 | Incrocio con un passaggio a livello senza barriere a più di un binario | Segnala un passaggio a livello od attraversamento tranviariosenza barriere con più di un binario, ed invita quindi i conducenti alla massima prudenza, invitandoli a fermarsi immediatamente se fossero attive le due luci rosse lampeggianti e/o il segnale acustico che indicano l'avvicinarsi del treno. Può anche essere installata in verticale per ragioni di minor ingombro.   |
|                 | Incidente                                                              | Presegnala un incidente. |

## Segnali di divieto ed obbligo
| Segnale sloveno | Significato                                                                             | Spiegazione |
|                 | Dare precedenza                                                                         | Prescrive un incrocio in cui è necessario dare precedenza in corrispondenza della linea orizzontale.                                                                                            |
|                 | Fermarsi e dare la precedenza                                                           | Prescrive l'obbligo di arrestarsi in ogni caso in corrispondenza della striscia trasversale di arresto ad un incrocio e di dare precedenza.                                                     |
|                 | Divieto di transito                                                                     | Vieta a tutti i veicoli di entrare in una strada. |
|                 | Divieto di accesso                                                                      | Vieta di entrare in una strada accessibile invece in un altro senso. |
|                 | Divieto di transito agli autoveicoli                                                    | Vieta a tutti gli autoveicoli, eccetto i motocicli, di entrare in una strada. |
|                 | Accesso vietato agli autobus                                                            | Vieta il transito agli autobus. |
|                 | Divieto di circolazione per i mezzi destinati al trasporto merci                        | Vieta il transito ai veicoli da trasporto non adibiti al trasporto di persone. |
|                 | Divieto di circolazione per i mezzi destinati al trasporto merci oltre al peso indicato | Vieta il transito ai veicoli da trasporto non adibiti al trasporto di persone oltre al peso indicato.                                                                                           |
|                 | Divieto di circolazione per i veicoli il cui carico può inquinare le acque              | Vieta il transito ai veicoli che trasportano sostanze suscettibili di contaminare l'acqua. |
|                 | Divieto di circolazione per i veicoli che trasportano merci esplosive                   | Vieta il transito ai veicoli che trasportano merci esplosive. |
|                 | Divieto di circolazione per i veicoli che trasportano merci pericolose                  | Vieta il transito ai veicoli che trasportano merci pericolose, come esplosivi, benzina, materie tossiche o radioattive.                                                                         |
|                 | Divieto di circolazione per i rimorchi                                                  | Vieta il transito a tutti i veicoli con un rimorchio. |
|                 | Divieto di circolazione per gli autoarticolati                                          | Vieta il transito a tutti gli autoarticolati. |
|                 | Divieto di circolazione per i carrelli appendice                                        | Vieta il transito a tutti i veicoli con un carrello appendice. |
|                 | Divieto di circolazione ai mezzi agricoli                                               | Vieta il transito a tutti i mezzi agricoli. |
|                 | Divieto di circolazione per i motocicli                                                 | Vieta il transito a tutti i veicoli a motore con due ruote. |
|                 | Divieto di circolazione per i ciclomotori                                               | Vieta il transito a tutti i ciclomotori. |
|                 | Divieto di circolazione alle biciclette                                                 | Vieta il transito alle biciclette. |
|                 | Accesso vietato ai veicoli a trazione animale                                           | Vieta il transito ai veicoli a trazione animale. |
|                 | Accesso vietato ai veicoli a braccia                                                    | Vieta il transito ai veicoli a braccia. |
|                 | Accesso vietato ai pedoni                                                               | Vieta il transito ai pedoni. |
|                 | Divieto di circolazione ai veicoli a motore ed ai motocicli                             | Vieta il transito a tutti i veicoli a motore ed ai motocicli. |
|                 | Divieto di circolazione a veicoli a motore, ai motocicli e mezzi a trazione animale     | Vieta il transito a veicoli a motore, ai motocicli e mezzi a trazione animale. |
|                 | Larghezza massima                                                                       | Vieta il transito ai veicoli aventi larghezza superiore a quella indicata in metri. |
|                 | Altezza massima                                                                         | Vieta il transito ai veicoli aventi altezza superiore a quella indicata in metri. |
|                 | Peso massimo                                                                            | Vieta il transito ai veicoli aventi massa superiore a quella indicata in tonnellate al momento del transito.                                                                                    |
|                 | Peso massimo sull'asse                                                                  | Vieta il transito ai veicoli aventi sull'asse più caricato una massa superiore a quella indicata al momento del transito.                                                                       |
|                 | Lunghezza massima                                                                       | Vieta il transito ai veicoli od ai complessi di veicoli di lunghezza superiore alla lunghezza indicata in metri.                                                                                |
|                 | Distanza minima                                                                         | Vieta di seguire il veicolo che precede ad una distanza inferiore a quella indicata, in metri, sul segnale.                                                                                     |
|                 | Divieto di svoltare a sinistra                                                          | Vieta di svoltare a sinistra al prossimo incrocio. |
|                 | Divieto di svoltare a destra                                                            | Vieta di svoltare a destra al prossimo incrocio. |
|                 | Divieto d'inversione                                                                    | Vieta di effettuare un'inversione di marcia. |
|                 | Divieto di sorpasso                                                                     | Vieta di sorpassare i veicoli a motore con due o più ruote. |
|                 | Divieto di sorpasso per gli autocarri                                                   | Indica il divieto a tutti i veicoli, non adibiti al trasporto di persone, di massa a pieno carico superiore a 3,5 t di sorpassare i veicoli a motore.                                           |
|                 | Velocità massima                                                                        | Indica la velocità massima in chilometri orari alla quale i veicoli possono procedere immediatamente dopo il segnale.                                                                           |
|                 | Divieto di segnalazioni acustiche                                                       | Vieta l'uso di segnalazioni acustiche. |
|                 | Fermarsi alla dogana                                                                    | Obbliga i conducenti all'arresto per i controlli doganali in prossimità delle frontiere nazionali non in prossimità di Paesi UE.                                                                |
|                 | Fermarsi per controlli di polizia                                                       | Obbliga i conducenti all'arresto per controlli di polizia. |
|                 | Pagamento pedaggio                                                                      | Obbliga i conducenti all'arresto per il pagamento del pedaggio della strada che si sta percorrendo.                                                                                             |
|                 | Precedenza ai veicoli provenienti in senso inverso                                      | Prescrive di dare precedenza ai veicoli provenienti in direzione opposta in una strada a doppio senso che consente il passaggio di una sola fila di veicoli.                                    |
|                 | Divieto di fermata                                                                      | Vieta la sosta e la fermata o qualsiasi temporanea sospensione della marcia ai veicoli. |
|                 | Divieto di sosta                                                                        | Vieta la sosta, fermata prolungata (parcheggio) ai veicoli, in quei luoghi dove per regola generale non vige tale divieto.                                                                      |
|                 | Divieto di sosta nei giorni dispari                                                     | Vieta la sosta, fermata prolungata (parcheggio) ai veicoli, in quei luoghi dove per regola generale non vige tale divieto, soltanto nei giorni dispari.                                         |
|                 | Divieto di sosta nei giorni pari                                                        | Vieta la sosta, fermata prolungata (parcheggio) ai veicoli, in quei luoghi dove per regola generale non vige tale divieto, soltanto nei giorni pari.                                            |
|                 | Velocità minima                                                                         | Vieta ai conducenti di procedere ad una velocità inferiore a quella indicata. |
|                 | Catene per la neve obbligatorie                                                         | Vieta il transito ai veicoli sprovvisti di catene da neve. |
|                 | Pista ciclabile                                                                         | Indica l'inizio di un percorso riservato alle biciclette. |
|                 | Percorso pedonale                                                                       | Indica un percorso riservato ai pedoni. |
|                 | Percorso ciclabile adiacente al marciapiede                                             | Indica l'inizio di un percorso ciclabile contiguo al marciapiede. |
|                 | Percorso misto pedonale e ciclabile                                                     | Indica l'inizio di un percorso riservato ai pedoni ed alle biciclette. |
|                 | Percorso per quadrupedi da sella                                                        | Indica un percorso riservato ai quadrupedi da sella. |
|                 | Direzione obbligatoria dritto                                                           | Indica che la sola direzione consentita al conducente è quella di andare diritto. |
|                 | Direzione obbligatoria a sinistra                                                       | Indica che la sola direzione consentita al conducente è quella di andare a sinistra. |
|                 | Direzione obbligatoria a destra                                                         | Indica che la sola direzione consentita al conducente è quella di andare a destra. |
|                 | Preavviso di direzione obbligatoria a sinistra                                          | Preavvisa che la sola direzione consentita al conducente è quella di andare a sinistra. |
|                 | Preavviso di direzione obbligatoria a destra                                            | Preavvisa che la sola direzione consentita al conducente è quella di andare a destra. |
|                 | Circolare diritto o svoltare a sinistra                                                 | Direzioni consentite a dritto ed a sinistra. |
|                 | Circolare diritto o svoltare a destra                                                   | Direzioni consentite a dritto ed a destra. |
|                 | Svoltare a destra o a sinistra                                                          | Direzioni obbligatorie a destra ed a sinistra. |
|                 | Passaggio obbligatorio a destra                                                         | Obbliga i conducenti a passare a destra dell'ostacolo come un cantiere, uno spartitraffico, un salvagente o un'isola di traffico.                                                               |
|                 | Passaggio obbligatorio a sinistra                                                       | Obbliga i conducenti a passare a sinistra dell'ostacolo come un cantiere, uno spartitraffico, un salvagente o un'isola di traffico.                                                             |
|                 | Intersezione con percorso rotatorio obbligato                                           | Indica ai conducenti l'obbligo di circolare nel verso antiorario indicato dalle frecce attorno all'area di rotazione. È posto subito prima di una piazza dove si svolge circolazione rotatoria. |

## Segnali di informazione
| Segnale sloveno | Significato                                                    | Spiegazione |
|                 | Precedenza rispetto al traffico inverso                        | Indica la precedenza rispetto ai veicoli provenienti in direzione opposta in una strada a doppio senso che consente il passaggio di una sola fila di veicoli.      |
|                 | Senso unico                                                    | Segnala il termine del doppio senso di circolazione all'interno di una carreggiata.                                                                                |
|                 | Senso unico                                                    | Segnala il termine del doppio senso di circolazione all'interno di una carreggiata; è posto parallelamente all'asse stradale.                                      |
|                 | Strada con diritto di precedenza                               | Indica l'inizio di una strada il cui traffico ha diritto di precedenza.                                                                                            |
|                 | Fine della strada con diritto di precedenza                    | Indica la fine di una strada il cui traffico ha diritto di precedenza.                                                                                             |
|                 | Attraversamento ciclabile                                      | Indica un attraversamento ciclabile non regolato da semaforo e non in corrispondenza di un incrocio stradale.                                                      |
|                 | Passaggio pedonale                                             | Indica un attraversamento pedonale non regolato da semaforo e non in corrispondenza di un incrocio stradale.                                                       |
|                 | Sottopassaggio pedonale                                        | Indica un sottopassaggio pedonale. |
|                 | Strada senza uscita                                            | Indica una strada senza uscita per tutti i veicoli. |
|                 | Guida per la svolta a sinistra                                 | Indica la manovra da compiere per la svolta a sinistra al prossimo incrocio.                                                                                       |
|                 | Autostrada                                                     | Indica l'inizio di un'autostrada. |
|                 | Fine dell'autostrada                                           | Indica la fine di un'autostrada. |
|                 | Strada riservata ai veicoli a motore                           | Indica l'inizio di una strada riservata ai veicoli a motore. |
|                 | Fine strada riservata ai veicoli a motore                      | Indica la fine di una strada riservata ai veicoli a motore. |
|                 | Inizio del comune                                              | Indica l'inizio del territorio di un comune. |
|                 | Inizio località                                                | Indica l'inizio di una località. |
|                 | Fine del comune                                                | Indica la fine del territorio di un comune. |
|                 | Fine divieto di sorpasso                                       | Indica la fine del divieto a tutti i veicoli di sorpassare i veicoli a motore diversi dai motocicli e dai ciclomotori.                                             |
|                 | Fine del divieto di sorpasso per gli autocarri                 | Indica la fine del divieto a tutti i veicoli non adibiti al trasporto di persone di massa a pieno carico oltre 3,5 t di sorpassare i veicoli a motore.             |
|                 | Fine della velocità massima                                    | Indica la fine del limite sulla velocità massima alla quale i veicoli possono procedere e ripristina il consueto limite di velocità relativo alla strada percorsa. |
|                 | Fine della velocità minima                                     | Indica la fine della validità del limite minimo di velocità. |
|                 | Fine del divieto di segnalazioni acustiche                     | Indica la fine del divieto di segnalazioni acustiche. |
|                 | Fine dei divieti precedenti                                    | Indica il punto ove le prescrizioni precedentemente indicate cessano di essere valide.                                                                             |
|                 | Fine del tratto con catene per la neve obbligatorie            | Indica la fine del tratto di strada con catene da neve. |
|                 | Fine pista ciclabile                                           | Indica la fine del percorso riservato alle biciclette. |
|                 | Fine del percorso pedonale                                     | Indica la fine del percorso riservato ai pedoni. |
|                 | Fine percorso ciclabile adiacente al marciapiede               | Indica la fine del percorso ciclabile contiguo al marciapiede. |
|                 | Fine percorso misto pedonale e ciclabile                       | Indica la fine del percorso riservato ai pedoni ed alle biciclette.                                                                                                |
|                 | Fine del percorso per quadrupedi da sella                      | Indica la fine del percorso riservato ai quadrupedi da sella. |
|                 | Zona a divieto di sosta                                        | Indica una zona in cui vige il divieto di sosta. |
|                 | Fine della zona a divieto di sosta                             | Indica la fine della zona in cui vige il divieto di sosta. |
|                 | Zona a velocità limitata                                       | Indica una zona in cui vige il limite di velocità indicato. |
|                 | Fine della zona a velocità limitata                            | Indica la fine della zona in cui vige il limite di velocità indicato.                                                                                              |
|                 | Zona pedonale                                                  | Indica l'inizio di una zona pedonale. |
|                 | Fine della zona pedonale                                       | Indica la fine della zona pedonale. |
|                 | Strada residenziale                                            | Indica l'inizio di una zona residenziale. |
|                 | Fine della strada residenziale                                 | Indica la fine di una zona residenziale. |
|                 | Parcheggio                                                     | Indica un parcheggio autorizzato. Consente la sosta a tempo indeterminato salvo indicazioni differenti.                                                            |
|                 | Parcheggio coperto                                             | Indica un parcheggio coperto. Consente la sosta a tempo indeterminato salvo indicazioni differenti.                                                                |
|                 | Parcheggio con disco orario                                    | Indica un parcheggio autorizzato. Consente la sosta esponendo il disco orario.                                                                                     |
|                 | Ospedale                                                       | Indica la presenza di un ospedale. |
|                 | Pronto soccorso                                                | Indica la presenza di un pronto soccorso. |
|                 | Assistenza meccanica                                           | Indica la presenza di un'officina di riparazioni. |
|                 | Telefono                                                       | Indica un telefono pubblico. |
|                 | Scarico liquami                                                | Indica una piazzola attrezzata con l'impianto di scarico liquami.                                                                                                  |
|                 | Rifornimento                                                   | Indica la presenza di un posto di rifornimento. |
|                 | Albergo-motel                                                  | Indica la presenza di un albergo o un motel. |
|                 | Ristorante                                                     | Indica la presenza di un ristorante. |
|                 | Bar                                                            | Indica la presenza di un bar. |
|                 | Area pic-nic                                                   | Indica la presenza di un'area per pic-nic. |
|                 | Campeggio                                                      | Indica un campeggio. |
|                 | Terreno per roulotte                                           | Indica un terreno per la sosta di roulotte o motorhome. |
|                 | Campeggio o terreno per roulotte                               | Indica un campeggio od un terreno per la sosta di roulotte o motorhome.                                                                                            |
|                 | Ostello per la gioventù                                        | Indica un ostello per la gioventù. |
|                 | Bagni pubblici                                                 | Indica la presenza di servizi igienici pubblici. |
|                 | Bagni pubblici con lavandino                                   | Indica la presenza di servizi igienici pubblici con lavandino. |
|                 | Estintore                                                      | Indica la presenza di un estintore. |
|                 | Fermata di autobus                                             | Segnala una fermata di autobus. |
|                 | Fermata di tram                                                | Segnala una fermata di tram. |
|                 | Porto commerciale                                              | Indica la presenza di un porto commerciale. |
|                 | Porto turistico                                                | Indica la presenza di un porto turistico. |
|                 | Parcheggio di interscambio con autobus                         | Segnala un parcheggio di interscambio con una linea di autobus. |
|                 | Parcheggio di scambio con bicicletta                           | Segnala un parcheggio di interscambio con una pista ciclabile. |
|                 | Informazioni                                                   | Indica la presenza di un punto informazioni. |
|                 | Autolavaggio                                                   | Indica la presenza di un autolavaggio. |
|                 | Fermata di taxi                                                | Segnala una fermata di taxi. |
|                 | Fontana                                                        | Indica la presenza di una fontana. |
|                 | Percorribilità della strada                                    | Indica la percorribilità della strada che si sta transitando. |
|                 | Lunghezza della galleria                                       | Indica la lunghezza della galleria che si sta per percorrere. |
|                 | Lunghezza del ponte                                            | Indica la lunghezza del ponte che si sta per percorrere. |
|                 | Altitudine del passo                                           | Indica l'altitudine del passo che si sta transitando. |
|                 | Fiume                                                          | Indica il nome del fiume che si sta oltrepassando. |
|                 | Velocità consigliata                                           | Indica la velocità consigliata nel tratto di strada. |
|                 | Fine della velocità consigliata                                | Indica la fine del tratto di strada con velocità consigliata. |
|                 | Corsia per autobus                                             | Indica l'inizio di una corsia riservata agli autobus. |
|                 | Fine della corsia per autobus                                  | Indica la fine della corsia riservata agli autobus. |
|                 | Radio informazioni stradali                                    | Indica la frequenza sulla quale si possono ricevere notizie sullo stato del traffico.                                                                              |
|                 | Limiti di velocità generali                                    | Indica i limiti generali di velocità presenti nello Stato, validi per le autovetture. È posto in prossimità delle frontiere.                                       |
|                 | Corsia per veicoli lenti                                       | Indica la presenza della corsia per veicoli lenti. |
|                 | Fine della corsia per veicoli lenti                            | Indica la fine della corsia per veicoli lenti. |
|                 | Itinerario europeo                                             | Indica il numero dell'itinerario europeo che si sta percorrendo.                                                                                                   |
|                 | Numero autostrada                                              | Indica il numero dell'autostrada che si sta percorrendo. |
|                 | Numero superstrada                                             | Indica il numero della superstrada che si sta percorrendo. |
|                 | Numero strada statale                                          | Indica il numero della strada statale che si sta percorrendo. |
|                 | Numero pista ciclabile                                         | Indica il numero della pista ciclabile che si sta percorrendo. |
|                 | Presegnalazione di direzioni su strada extraurbana             | Indica le direzioni raggiungibili al prossimo incrocio su strada extraurbana.                                                                                      |
|                 | Utilizzo delle corsie in un incrocio                           | Indica la canalizzazione che si ha nel prossimo incrocio. |
|                 | Cartello indicatore per autostrada                             | Indica le direzioni raggiungibili al prossimo incrocio lungo un'autostrada.                                                                                        |
|                 | Cartello indicatore per strada riservata ai veicoli a motore   | Indica le direzioni raggiungibili al prossimo incrocio lungo una strada riservata ai veicoli a motore.                                                             |
|                 | Cartello indicatore per strada extraurbana principale          | Indica le direzioni raggiungibili al prossimo incrocio lungo una strada extraurbana principale.                                                                    |
|                 | Cartello indicatore per aeroporto                              | Indica le direzioni raggiungibili al prossimo incrocio per raggiungere un aeroporto.                                                                               |
|                 | Cartello indicatore per località turistica                     | Indica le direzioni raggiungibili al prossimo incrocio per raggiungere una località turistica.                                                                     |
|                 | Presegnalazione di direzioni su strada extraurbana principale  | Indica le direzioni raggiungibili al prossimo incrocio lungo una strada extraurbana principale.                                                                    |
|                 | Presegnalazione di direzioni su autostrada                     | Indica le direzioni raggiungibili al prossimo incrocio lungo un'autostrada.                                                                                        |
|                 | Presegnalazione di direzioni su strada extraurbana principale  | Indica le direzioni raggiungibili al prossimo incrocio lungo una strada extraurbana principale.                                                                    |
|                 | Peavviso di uscita lungo autostrada                            | Preavvisa un'uscita lungo un'autostrada. |
|                 | Segnale di conferma per le autostrade                          | Indica la distanza dalle località indicate nel segnale percorrendo l'autostrada.                                                                                   |
|                 | Peavviso di area di servizio lungo autostrada                  | Preavvisa un'area di serviziolungo un'autostrada. |
|                 | Peavviso di uscita per area di servizio lungo autostrada       | Preavvisa un'uscita per un'area di servizio lungo un'autostrada.                                                                                                   |
|                 | Peavviso di pagamento pedaggio lungo autostrada                | Preavvisa il pagamento del pedaggio lungo un'autostrada. |
|                 | Uso delle corsie presso il pagamento pedaggio lungo autostrada | Preavvisa l'uso delle corsie presso la stazione di pagamento del pedaggio lungo un'autostrada.                                                                     |
|                 | Piazzuola di sosta con SOS lungo un'autostrada                 | Preavvisa una piazzuola di sosta dotata di SOS lungo un'autostrada.                                                                                                |
|                 | Progressiva chilometrica su strada statale                     | Indica il chilometraggio progressivo lungo una strada statale. |
|                 | Nome strada                                                    | Indica il nome della strada che si sta percorrendo. |
|                 | Delimitatori modulari di curva                                 | Indicano la presenza di una curva. |
|                 | Delimitatori modulari provvisori di curva                      | Indicano la presenza di una curva provvisoria. |
|                 | Delimitatori di curva                                          | Indicano la presenza di una curva. |
|                 | Riduzione delle corsie disponibili                             | Indica una riduzione delle corsie disponibili ad una sola. |
|                 | Scuola                                                         | Indica il possibile attraversamento di bambini in corrispondenza di una scuola.                                                                                    |
|                 | Preavviso di deviazione provvisoria                            | Preavvisa una deviazione provvisoria lungo la strada che si sta percorrendo.                                                                                       |
|                 | Riduzione provvisoria delle corsie                             | Indicano una riduzione provvisoria delle corsie disponibili. |
|                 | Corsia chiusa provvisoriamente per lavori                      | Indicano una chiusura provvisoria di una o più corsie a causa di lavori.                                                                                           |
|                 | Limitazioni provvisorie nelle corsie disponibili               | Indicano le limitazioni provvisorie al traffico nelle corsie disponibili.                                                                                          |
|                 | Utilizzo provvisorio delle corsie                              | Indica l'utilizzo provvisorio delle corsie disponibili. |
|                 | Direzioni obbligatorie                                         | Indicano le direzioni obbligatorie da seguire provvisoriamente per le categoria di veicoli indicate.                                                               |
|                 | Uscita bambini da scuola                                       | Preavvisano la possibilità di incontrare bambini che stanno uscendo da scuola e impone di porre attenzione.                                                        |
|                 | Uscita di emergenza                                            | Indicano un'uscita di emergenza. |
|                 | Direzione per l'uscita di emergenza                            | Indicano la direzione e la distanza per la più vicina uscita di emergenza.                                                                                         |
|                 | Controllo della velocità                                       | Indica che è attivo il sistema di rilevazione automatica della velocità.                                                                                           |
|                 | Passaggio mezzi di soccorso                                    | Indica un'area o una corsia da lasciare sempre libera dalla sosta e fermata di veicoli per consentire il passaggio dei mezzi di soccorso.                          |

## Pannelli integrativi
| Segnale sloveno | Significato                        | Spiegazione                                                                                                   |
|                 | Distanza                           | Indica la distanza alla prescrizione indicata.                                                                |
|                 | Distanza allo STOP                 | Indica la distanza al segnale di fermarsi e dare precedenza.                                                  |
|                 | Estesa                             | Indica per quanti metri o chilometri il segnale a cui si riferisce è valido.                                  |
|                 | Estesa laterale                    | Indica per quanti metri a destra o a sinistra il segnale a cui si riferisce è valido.                         |
|                 | Durata                             | Indica le ore nelle quali il segnale a cui si riferisce è valido.                                             |
|                 | Consentito ai residenti            | Indica che i residenti possono fare ciò che altrimenti è vietato agli altri utenti della strada.              |
|                 | Autocarri                          | Indica che l'indicazione è riferita agli autocarri.                                                           |
|                 | Distanza al prossimo rifornimento  | Indica la distanza alla prossima stazione di servizio.                                                        |
|                 | Inizio, continua e fine            | Indicano l'inizio, la continuazione e la fine di una prescrizione.                                            |
|                 | Disposizione delle auto in sosta   | Indicano la disposizione delle auto in sosta.                                                                 |
|                 | Disabili                           | Indica che l'indicazione è riferita ai disabili muniti di apposito contrassegno.                              |
|                 | Rimozione coatta                   | Indica che è prevista la rimozione coatta dei veicoli in sosta.                                               |
|                 | Ghiaccio o neve                    | Indica che il pericolo a cui si riferisce il segnale è relativo alle condizioni di meteo con ghiaccio o neve. |
|                 | Pioggia                            | Indica che il pericolo a cui si riferisce il segnale è relativo alle condizioni di meteo con pioggia.         |
|                 | Andamento della strada principale  | Indicano l'andamento della strada principale.                                                                 |
|                 | Segnaletica in rifacimento         | Indica che la segnaletica orizzontale è in corso di rifacimento.                                              |
|                 | Anfibi                             | Indica il pericolo di incontrare anfibi lungo la strada.                                                      |
|                 | Strada dissestata per x chilometri | Indica che la strada che si sta percorrendo è dissestata per il numero di chilometri indicato.                |
|                 | Doppio senso di circolazione       | Indica che la circolazione è a doppio senso.                                                                  |
|                 | Fermata scuolabus                  | Indica una fermata di scuolabus.                                                                              |
|                 | Mezzi spazzaneve in azione         | Indica che sono in azione i mezzi spazzaneve.                                                                 |